# Четвериков, Владимир Иванович
Владимир Иванович Четверико́в  (1943—1992) — советский, русский художник.
Имя Владимира Четверикова известно не только филокартистам, открытки художника были популярны в СССР и, без преувеличения, вошли в каждый дом. Общий тираж открыток, конвертов и телеграмм, оформленных Владимиром Четвериковым, составил 650 миллионов экземпляров.
В почтовой миниатюре Владимир Четвериков проработал двенадцать лет. За это время им было создано около 100 открыток и телеграмм, которые вошли в золотой фонд советской филокартии.

## Биография
Владимир Четвериков родился 16 марта 1943 г. Первая выставка его рисунков состоялась еще в детском саду.
Школьником он с увлечением занимался в изостудии. Мечтая о море, посещал клуб юных моряков, речников и полярников, где изучал навигацию, осваивал радиограммы, ходил на шлюпках по Химкинскому водохранилищу. Окончив школу, Владимир поступил в мореходное училище, где получил профессию матроса-моториста.
Из-за проблем со здоровьем работать по специальности не смог.
После окончания отделения графики Строгановского училища, ныне Российский государственный художественно-промышленный университет имени С. Г. Строганова, трудился во «Внешторгрекламе».
С 1978 года начал работать в почтовой миниатюре. В этом году вышло сразу пять открыток художника. Они мгновенно завоевали популярность и в дальнейшем выпускались ежегодно, многократно переиздаваясь. Открытки художника выпускались для Кубы и Чехословакии на испанском и словацком языках. Всего, с учётом дополнительных тиражей, было издано около 100 открыток и телеграмм общим тиражом более 650 млн экземпляров.
В 1983 году Владимир Четвериков присоединился к команде геологов и дельтапланеристов, в состав которой входили специалисты из СКБ МИИГА (Студенческое конструкторское бюро Московского института инженеров гражданской авиации) и ЦКАГЭ (Центральная космоаэрогеологическая экспедиция), по испытанию мотодельтапланов и аэрофотосъемке береговых обрывов Чукотки. Владимир расписывал крылья мотодельтапланов, оказывал различную помощь в их испытании.
Умер в 1992 году. Похоронен на Домодедовском кладбище.

## Семья
Отец, Иван Васильевич, служил на пограничной заставе, затем был направлен для продолжения службы в Кремль, где во время Великой Отечественной войны командовал зенитным взводом. После войны работал заместителем начальника одной из автобаз в Москве. На этой же автобазе подрабатывал Владимир.

## Альбом-каталог открыток
- В 2013 г. увидел свет альбом-каталог работ В. И. Четверикова[3]. Автор-составитель Корнилова Светлана Николаевна, дизайн обложки Любови Тарасовой, макет и верстка Анны Токаревой. Типография «Colorit», СПб. Тираж 500 экз., 100 мелованных страниц формата бумаги А5. В каталоге представлены все известные ныне работы Владимира Четверикова: открытки, телеграммы, конверты, плакаты, иллюстрации к книгам и журналам, календари. Впервые опубликованы интервью с сыном, воспоминания родственников, фотографии из семейного архива.

## Современные издания
В 2011 году издательство «Речь» (Санкт-Петербург) выпустило 4 набора открыток художника: «Здравствуй, праздник!», «Новогодний хоровод», «Веселые праздники» и «Праздник каждый день». Для переиздания были выбраны наиболее популярные открытки Владимира Четверикова, по 15 штук в каждом наборе.